# فيزياء بلازمية

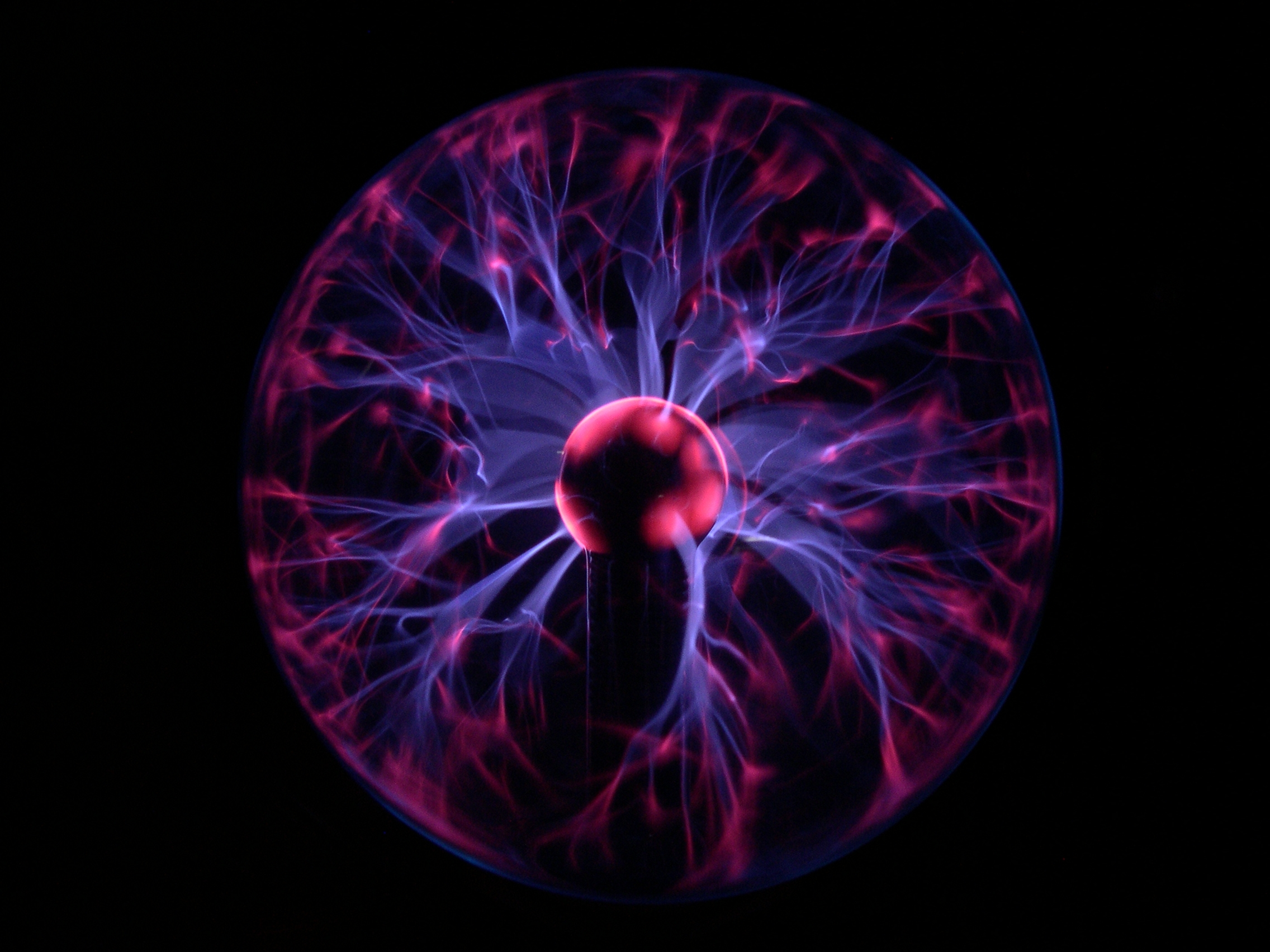

وجد العالم الكوني أن المادة في الكون تختلف اختلافا بينا عن المادة المعهودة على الأرض. فالغازات في الكون متأينة في الغالب (أي مشحونة
كهربياً) ونتيجة ذلك يكون سلوكها مغايرا لسلوك الغازات المتعادلة المعهودة. و قد أدى هذا الكشف إلى نشوء فرع جديد في الفيزياء هو الفيزياءالبلازمية (Plasma Physics) (و البلازما عبارة عن الغاز شديد التأين).وقد أفاد العلماء من دراسة الفيزياء البلازمية في عدد من التطبيقات وبخاصة بالنسبة لتجارب الاندماج النووي.

## تطوير الفيزياء البلازمية
من الجدير بالذكر أن الذين طوروا فرع الفيزياء البلازمية هم الفيزيائيون الفلكيون. فقد اكتشفوا أن كل المعضلات المتعلقة بالحركة غير المنتظمة داخل النجوم والغالبية العظمى من المعضلات التي تتعلق بالجو المحيط بالنجوم ومنها وجود جو نجمي خارجي مثل الطبقة اللونية والهالة (أو الإكليل) في الشمس ومعضلة انسياب المادة من النجوم إلى الفضاء. وبخاصة ما يعرف بالرياح الشمسية إنما هي معضلات في الفيزياء البلازمية. وبالمثل نجد أن كثيرا من معضلات المادة الموجودة في فضاء الكون متناثرة بين النجوم إنما هي أيضا معضلات بلازمية مثيرة للاهتمام وبخاصة عند سطح التقاء غاز متأين (مشحون) بغاز عادي ( متعادل). ولعل من اشد المظاهر هنا إثارة للاهتمام الفرضية التي نجمت عن هذه الدراسات والتي تذهب إلى أنه إذا أحيط جسم من غاز بارد إحاطة تامة بغاز ساخن فان الغاز البارد يمكن أن ينضغط حتى يصل إلى طور الانهيار الجذبي ( Stage of gravitational collapse ) . ومثل هذا الحديث يمكن أن يكون بداية تكوين التكتلات النجمية أو العناقيد في المجرات. و معنى آخر أنها العملية الطبيعية التي تتكون بها نجوم جديدة في مجرة قديمة. وهذا ينقلنا إلى حقيقة أخرى وهي أن الكون متجدد تموت فيه نجوم وتولد نجوم باستمرار.وأن النجوم الكبيرة تنفجر وتكون ما يسمى مستعر أعظم عند انتهاء وقودها من الهيدروجين والهيليوم في صورتيهما كبلازما وبالتالي ينتهي عمرهم .